# Rolex Sports Car Series 2009
Die Rolex Sports Car Series 2009 war die zehnte Saison der Rolex Sports Car Series.
In der Saison 2009 wurden in der Grand Am Rolex Sports Car Series 12 Rennen ausgetragen. Die Saison begann mit dem 24-Stunden-Rennen von Daytona am 24. und 25. Januar in Daytona Beach, Florida. Mit Ausnahme des Rennens auf dem Circuit Gilles-Villeneuve in Montreal, Kanada wurden alle Rennen in den USA ausgetragen. Die Länge der Rennen betrug meistens 250 Meilen.
Aus deutscher Sicht ging 2009 Farnbacher-Loles Racing in die Rennen der GT-Klasse. Dabei waren auch die beiden deutschen Piloten Dirk Werner und Wolf Henzler eingesetzt. Dirk Werner konnte mit Farnbacher-Loles Racing bereits 2007 die GT-Klasse mit einem Porsche 911 GT3 Cup gewinnen. Porsche-Werksfahrer Jörg Bergmeister holte 2006 den Titel in der Prototypen-Klasse.

## Renntermine
- 22. bis 25. Januar 2009 24-Stunden-Rennen von Daytona in Daytona Beach, Florida
- 24. bis 26. April 2009 Virginia International Raceway in Alton, Virginia
- 1. bis 3. Mai 2009 New Jersey Motorsports Park in Millville, New Jersey
- 15. bis 17. Mai 2009 Laguna Seca Raceway nahe Monterey, Kalifornien
- 4. bis 6. Juni 2009 Watkins Glen International (Lang) in Watkins Glen, New York
- 19. bis 20. Juni 2009 Mid-Ohio Sports Car Course in Lexington, Ohio
- 3. bis 4. Juli 2009 Daytona International Speedway in Daytona Beach, Florida
- 17. bis 19. Juli 2009 Barber Motorsports Park in Birmingham, Alabama
- 6. bis 7. August 2009 Watkins Glen International (Kurz) in Watkins Glen, New York
- 28. bis 29. August 2009 Circuit Gilles-Villeneuve in Montréal, Québec
- 18. bis 19. September 2009 Miller Motorsports Park in Tooele, Utah
- 8. bis 10. Oktober 2009 Homestead-Miami Speedway in Homestead, Florida

## Meister
Jon Fogarty und Alex Gurney gewannen auf einem Riley Mk. XX-Pontiac die Klasse für Daytona Prototypen. Die GT-Klasse wurde von Leh Keen und Dirk Werner auf einem Porsche 997 GT3 Cup gewonnen.